# Henrique Vogeler
Henrique Vogeler, né le 11 juin 1888 à Rio de Janeiro et mort le 9 mai 1944 dans la même ville, est un chef d'orchestre, compositeur et pianiste brésilien.

## Biographie
Henrique Vogeler naît le 11 juin 1888 dans la Rua Marquês de Sapucaí, dans le quartier de Catumbi. Il est le fils de l'économiste allemand naturalisé brésilien Carlos Conrado Guilherme Von Vogeler et de sa seconde épouse, Maria da Conceição Lenes Resende Vogeler. Il est le benjamin du second mariage de son père (Leontina et Eponina l'ont précédé). Il est baptisé dans l'église de SantAna le 18 octobre 1888. Son père, passionné par le Brésil, déteste qu'on se moque de son accent, à tel point qu'il étudie en profondeur la langue portugaise et sa prosodie et qu'il  devient professeur de portugais. Il est également musicien. Le premier mariage de son père avec Apolônia Francisca da Costa Vogeler, morte très jeune, lui donne trois demi-frères et sœurs : Albertina, Carlos (surnommé Missionô), bon pianiste, et Jorge, dessinateur et futur père du célèbre chanteur Jaime Vogeler. Outre ses frères et sœurs de sang, il a également un frère d'éducation, Jesuíno. Il commence à étudier le piano avec sa demi-sœur Albertina, qui donne des leçons à son autre demi-frère, Jorge, pendant que le plus jeune regarde. À l'âge de sept ans, il compose sa première chanson, A volta de Júpiter, qui est, selon Hélio Tys, une chanson pleine d'aboiements et de bruit, composée dans un moment de joie. À cette occasion, son chiot Jupiter réapparait après avoir été jeté hors de la maison. Peu après, il compose une autre chanson que ses amis ont appelée Careca gostoso. Il vit à Catumbi, puis déménage dans une grande maison à Todos os Santos, un quartier de Rio de Janeiro. En 1900, il commence à étudier au Colégio São Bento. Il poursuit ses études secondaires au Colégio Universitário. En 1906, il est contraint d'abandonner ses études en raison de problèmes financiers. Par l'intermédiaire de son frère Guilherme, il obtient un emploi au Chemin de fer central du Brésil en tant qu'assistant chef d'orchestre. Il fréquente le Conservatoire national de musique, où il termine probablement ses études en 1909.
À l'âge de 30 ans, il épouse une veuve, Erastime.
Il participe de manière intensive au théâtre musical, apportant une contribution majeure à la musique populaire brésilienne des années 1920 aux années 1940. Il commence à composer vers 1910 pour un théâtre amateur organisé par l'ingénieur de l'EFCB Manoel da Silva Oliveira, un de ses collègues. Il s'agit du théâtre Excelsior. Il commence à fréquenter la scène musicale et à jouer dans les bals et les fêtes, principalement des œuvres de Nazareth et de Chiquinha Gonzaga. En 1917, il écrit la musique de la comédie Salada d'Amor d'Itatiaia de Matos, qui marque ses débuts en tant que musicien professionnel. En 1919, il écrit avec Domingos Roque la musique de l'opérette Sinhá, de Rafael Gaspar et J. Praxedes. Entre 1920 et 1924, il finit par remplacer Ernesto Nazareth dans la salle d'attente du Cine Odeon, où le compositeur joue du piano avant les séances.
En 1921, il écrit la musique des revues : Duzentos e cinqüenta contos, de Carlos Bittencourt et Frederico Cardoso de Menezes ; Água no bico, de Raul et J. Praxedes ; Rios de dinheiro, de Pedro Cabral et O chamariz, de Cândido Costa, présentées au théâtre Carlos Gomes de Rio de Janeiro. En 1923, il compose la musique de la revue Cruzeiro do Sul, de Paulo Magalhães, présentée au théâtre República. En 1925, il compose la musique de la revue Se a moda pega, de Carlos Bittencourt et Cardoso de Menezes, présentée au théâtre São José. L'année suivante, la revue-féerie Pão de açúcar, de Luiz Peixoto et José Segreto, présentée au théâtre São José, connaît un grand succès avec ses chansons. En 1927, il compose la musique de cinq autres revues : Florzinha, une opérette d'Ivete Ribeiro, dans laquelle il fait équipe avec Bento Moçurunga ; Agüenta a mão, d'Afonso de Carvalho et Otávio Tavares, en partenariat avec le maestro Stabile ; Ouro à bessa, de Djalma Nunes, Jerônimo de Castilho et Lamartine Babo, qui compose également la musique avec le maestro Stabile, le tout présenté au théâtre João Caetano. Il compose également la musique de Circo u-o-cin-ton, de Luiz Peixoto et Gilberto de Andrade, et de As bonecas da avenida, de Gastão Tojeiro.
En 1928, il fait enregistrer les maxixes Cafajeste par Francisco Alves et Flor de maracujá par le Rio Dance Orquestra, tous deux chez Odeon. La même année, il écrit la samba-canção Linda flor pour la scène d'ouverture de la revue argentine A verdade ao meio-dia de J.G. Traversa. Cette mélodie fait l'objet de plusieurs paroles. Selon des historiens comme Ary Vasconcelos et José Ramos Tinhorão, il s'agit du premier exemple du genre samba-canção. Il est possible que l'auteur ait aimé la chanson et y ait cru, au point de chercher les meilleures paroles pour elle. Le fait est qu'elle a reçu trois textes : Linda flor, de Cândido Costa, pour la pièce A verdade do meio-dia, Meiga flor, de Freire Júnior et le définitif Iaiá, de Luiz Peixoto, pour la pièce Miss Brasil, qui a fini par être consacré par la voix d'Aracy Cortes sous le nom de Ai, Ioiô. Les trois chansons sont enregistrées - Linda flor, avec la voix de Vicente Celestino, sur Odeon ; Meiga flor, avec la voix de Francisco Alves, sur Parlophon et Ai, Ioiô, avec la voix d'Aracy Cortes, sur Parlophon, l'année suivante. La chanson reçoit également un quatrième texte comique de Nelson de Abreu, publié sur le disque Miss Favela en novembre 1930 chez Parlophon. En Allemagne, Ai, Ioiô remporte même un prix.
Toujours en 1929, il compose avec Joracy Camargo la samba Morena, adivinha que eu gosto de ti, enregistrée par Francisco Alves et, avec Alfredo Albuquerque, la chanson Seu pimenta et la chanson Um a zero, enregistrée par Alfredo Albuquerque lui-même. La même année, Mário Reis enregistre sa samba É tão bonitinha et Laís Areda la chanson Jambo cheiroso et la samba Feijoada. La même année, il compose les chansons Bandeirante et Sonhos de Natal avec J. Menra et Lamartine Babo, ainsi que les toadas Mineirinha et Meu Ceará, enregistrées par Gastão Formenti chez Odeon. À partir de 1930, il devient directeur artistique des maisons de disques Brunswick et Odeon. C'est à cette époque qu'il commet une erreur majeure qui restera dans l'histoire de la musique populaire brésilienne. En janvier 1930, il sort un disque d'une chanteuse alors inconnue, Carmen Miranda. Le disque porte le numéro 10013 et comprend la samba Não vá simbora et le choro Se o samba é moda, de Josué de Barros. L'accompagnement est assuré par le Trio Barros. L'enregistrement passe inaperçu et, ne voulant pas compromettre sa position par un nouvel échec, il licencie la nouvelle venue « pour manque de qualité ». Le mois suivant, Carmen Miranda sort la marchinha Pra você gostar de mim (Taí), de Joubert de Carvalho, sur le label concurrent RCA Victor. La chanson remporte un énorme succès et lance la carrière de cellle qui deviendra un grand mythe de la musique populaire brésilienne. Alors qu'il est directeur de Brunswick, il réalise plusieurs enregistrements, accompagnant les chanteurs au piano. Dalton Vogeler, un de ses petits-neveux, révèle au critique et historien José Ramos Tinhorão que ces accompagnements sont souvent improvisés : « il faisait l'introduction dans un certain ton, se déplaçant presque insensiblement vers le ton du chanteur, dans de véritables études d'harmonie ». Chez Odeon, il accompagné des enregistrements de Gastão Formenti, Mozart Bicalho et Gusmão Lobo.
Toujours en 1930, Gastão Formenti enregistre ses chansons de samba Sou Ioiô de Iaiá et Bamba. La même année, Sílvio Vieira enregistre ses chansons Canção discreta et Meu amô foi simbora, ainsi que la chanson-samba Eu tenho fé. La même année, il crée les chansons Velha canção et Os olhos de você avec Laura Suarez, enregistrées par Laura elle-même chez Brunswick. Toujours en 1930, en tant que directeur de Brunswick, il est responsable du lancement du chanteur Sílvio Caldas, qui enregistre sa samba Ioiô deste ano. En 1931, il retourne au théâtre de revue après avoir quitté son poste à Brunswick. Avec Ari Kerner, il écrit des chansons pour la revue Olha o Congo, de Raul Pederneiras, et pour la revue O meu pedaço, de Raul Pederneiras et Barão de Itararé. Il apparaît également comme musicien dans plusieurs pièces de théâtre. La même année, Aracy Cortes enregistre sa chanson de samba Dentinho de ouro, en partenariat avec Horácio de Campos, Gastão Formenti la chanson Na minha casa, en partenariat avec Luiz Peixoto et Laura Suarez, la chanson Romance. Toujours chez Brunswick, il accompagne au piano les enregistrements de Gastão Formenti, Sílvio Vieira et Sílvio Caldas, entre autres. En 1932, Gastão Formenti enregistre la chanson Na minha casa, en partenariat avec Luiz Peixoto, et la romance Este amor chez Victor. La même année, il compose la chanson Rumba da meia-noite avec Noel Rosa et la marche Seu João avec Arlindo Marques Júnior, enregistrées par Dina Marques et Nenéo das Neves chez Columbia. Toujours en 1932, il compose la musique de la pièce de théâtre Canção Brasileira, de Luis Iglésias et Miguel Santos, qui met en scène le couple samba et canção incarné à l'époque par le chanteur Vicente Celestino et l'actrice et chanteuse Gilda de Abreu, qui finissent par se marier sur scène. L'année suivante, il compose la chanson Céu do Brasil avec Jararaca, enregistrée par Augusto Calheiros sur le label Victor. La même année, il connaît son plus grand succès au théâtre dans la revue A canção brasileira, de Miguel Santos et Luís Iglézias, qui a eu plus de 300 représentations au théâtre Recreio. Il écrit également les chansons des revues Micróbio do amor, de Paulo Orlando et Duque, et A cantora do Rádio, de Miguel Santos. En 1935, avec Sá Pereira et José Francisco de Freitas, il écrit la musique de la revue Galinha morta, des frères Quintilhiano. En 1937, Gastão Formenti enregistre la chanson Teu olhar et la chanson Alma do sertão pour Victor, cette dernière en partenariat avec Edmundo Maia. En 1938, il écrit la musique du magazine Romance dos bairros, de Luis Iglézias et Miguel Santos.
En 1940, il met en musique l'opérette Império do amor avec Sofonias Dornelas. En 1942, il met en musique la burleta Sabiá da favela, de Paulo Orlando et Freire Júnior. En juillet 1943, il est invité par le maestro Villa-Lobos à l'assister au Conservatoire national de chant orphique. À cette époque, sa chanson Minha terra est chantée par 600 écoliers au stade Governador Bley. Il laisse plusieurs opérettes inédites, dont Gigante papa-gente, 'Magia negra, Senhorita et Branca de neve. 
Selon Tinhorão, tel était le profil de Vogeler : « d'un tempérament bon enfant, le pianiste et compositeur - qui arborait à l'époque une belle moustache noire et avait l'habitude de jouer en se suçant la joue, selon un tic particulier - devint l'attraction des choristes au théâtre de la musique ». Son bon cœur devient également  célèbre. On raconte qu'un jour, il offre à la femme d'affaires Maria Amorim (qui veut se jeter du huitième étage d'un immeuble à cause de ses dettes) les huit contos de réis qu'il a gagné lors d'un concours international de musique. À l'âge de 50 ans, il part vivre paisiblement dans une maison qu'il a achetée à la Rua Engenhoca 151, sur l'Ilha do Governador. Il passe beaucoup de temps à nager et à pêcher avec un bateau appelé Peru. Même après son retour à la musique, il cherche le refuge de la mer chaque fois qu'il le peut. En mai 1944, il est admis à l'hôpital do Pronto Socorro, à Praça da República, pour y être opéré d'un ulcère intestinal.
Une complication oblige les médecins à le soumettre à une seconde opération. Bien qu'il soit dans un état grave deux heures avant sa mort, il est encore de bonne humeur, selon un épisode raconté par Hélio Tys dans Talento de Vogeler - compositor carioca (article publié dans O Dia). Dans cet article, Tys raconte que l'après-midi de la mort du compositeur, on entendait depuis sa chambre une fanfare qui jouait un dobrado à l'entrée du Tribunal militaire supérieur. L'infirmière lui demanda : « Cette musique vous gêne-t-elle, maestro ? » « Non », répondit-il, « au contraire. Ce qui me gêne, c'est le manque d'oreille du chef d'orchestre. Regardez comme les instruments sont désaccordés ». Selon Tys, le compositeur aurait murmuré à l'oreille de son neveu, avant de mourir, la phrase « La comedia è finita ». Le compositeur meurt le 9 mai 1944 à l'âge de 56 ans. Il est inhumé au cimetière São Francisco Xavier de Caju. Villa-Lobos y assiste. Lors de la descente du cercueil dans la tombe, le maestro pleure et s'exclame : « J'ai perdu mon bras droit ».

## Postérité
En 1946, sa musique a ouvert la série d'émissions présentées par Almirante sur Rádio Tupi à Rio de Janeiro, intitulée História das orquestras e músicos do Brasil. Cinq ans après sa mort, la mairie de Rio de Janeiro lui a rendu hommage en baptisant une rue du quartier Brás de Pina du nom du Maestro Henrique Vogeler. En 1964, sa biographie ouvre la série de reportages du journaliste José Lino Grünewald sur les compositeurs de Rio de Janeiro.